# Гребля Тагарист
Гребля Тагарист (Tagharist) – гідротехнічна споруда на півночі Алжиру.
Греблю спорудили в горах Оран на уеді Тагарист, що належить до безстічного басейну міжгірської котловини Guerrah Et Tarf. Головним призначенням споруди є водопостачання та іригація, при цьому площа водозбірного басейну вище від греблі становить 77 км2. 
В межах проекту долину уеду перекрили земляною греблею із глиняним ядром висотою 37 (від фундаменту – 43) метра та довжиною 430 метрів. На період будівництва пропуск води забезпечили за допомогою тунелю завдовжки 418 метрів з діаметром 7 метрів, який може пропускати 153 м3/с та наразі виконує функцію нижнього водоспуску.
Гребля утворили водосховище об’ємом 44 млн м3. Його заповнення почалось не пізніше осені 2017-го.